# Новая коммунистическая партия Югославии
Новая коммунистическая партия Югославии (НКПЮ; сербохорв. Нова комунистичка партија Југославије / Nova komunistička partija Jugoslavije) — марксистско-ленинская партия в Сербии.

## История
Создана на учредительном съезде 30 июня 1990 года в Белграде под именем Новое коммунистическое движение Югославии. В съезде, проходившем в зале Ассоциации инженеров и техников Сербии, приняло участие 265 делегатов из всех республик Социалистической Федеративной Республики Югославии. На съезде было принято решение считать высшим органом партии Высший политический совет и его исполнительный секретариат. В конце 1990 года правительство страны разрешило партии принять название «Коммунистическая партия Югославии», однако по практическим и административным причинам название «Новое коммунистическое движение Югославии» оставалось до 1995 года.
В феврале 1991 года восемь членов делегации НКПЮ были гостями Коммунистической партии Советского Союза по приглашению членов руководства КПСС, выступавших против  правооппортунистической линии Горбачёва — Яковлева и Шеварднадзе.
Второй конгресс НКПЮ был проведён в Белграде в апреле 1991 года. На съезде произошёл острый конфликт между марксистско-ленинской линией большинства членов партии и Секретариата и меньшинством социал-демократической ориентации.
На апрельском пленуме 1992 года было решено установить контакты НКПЮ с коммунистическими партиями, которые были сформированы в России после распада СССР в конце 1991 года. После этого делегация во главе с Генеральным секретарём Бранко Китановичем, направленная в Москву, наладила сотрудничество с российскими коммунистическими партиями.
В феврале 1993 года делегация НКПЮ приняла участие в Пхеньяне (КНДР) в конференции коммунистических партий мира. На ней НКПЮ подписала совместную декларацию, в которой были даны оценки разрушения Советского Союза и социализма в Восточной Европе.
В конце февраля 1993 года представители НКПЮ в качестве иностранных делегатов присутствовали на Учредительном съезде Коммунистической партии Российской Федерации в Москве.
На ежегодной конференции 21 декабря 1995 года были приняты новый Устав и Программа НКПЮ.
Третий съезд состоялся 1 апреля 2001 года в Белграде. Съезд принял резолюцию, в которой заявлялось, что демонстрации в стране после пятого октября 2000 года проводились контрреволюционными силами при пособничестве империалистов и внутренних реакционных сил.
После провозглашения независимости Черногории местные отделения партии приняли наименование Новой коммунистической партии Черногории.
В начале 2011 года правительство Сербии предприняло действия по лишению НКПЮ её штаб-квартиры в Белграде, занимаемой партией в течение 20 лет. Эти действия вызвали критику со стороны международного коммунистического движения.

## Политический курс
В своих взглядах руководствуется наследием Маркса, Энгельса, Ленина и Сталина, последовательно выступает против титоизма. Вместе с тем, партия рассматривает Социалистическую федеративную республику Югославия до 1990 года как социалистическое государство, также к социалистическим странам относит КНР, Вьетнам, Лаос, КНДР, Кубу.
Одной из своих задач партия видит восстановление СФРЮ.

## Структура партии
До своей смерти в декабре 2011 года пост генерального секретаря занимал Бранко Китанович, писатель и переводчик. 28 января 2012 года на внеочередной конференции Генеральным секретарём был назначен Батрич Мийович, а новым Исполнительным секретарём — Александар Баньянац. Молодёжная организация партии — Союз коммунистической молодёжи Югославии (основан в 1992).

## Участие в выборах
НКПЮ бойкотировала парламентские выборы 2006 года в Сербии, так как, по её мнению, существующее выборное законодательство противоречит основным демократическим принципам и Всеобщей декларации прав человека.
На президентских выборах 2008 партия поддержала кандидата Сербской радикальной партии Томислава Николича.
На парламентских выборах 2023 года участвовала в блоке с Русской партией Сербии — небольшой националистической партией, представляющей русское меньшинство в Сербии. От блока прошел один кандидат — член Русской партии. В 2024 году в блоке с той же партией участвовала в выборах в Муниципальный совет Земуна. Блок получил одно место, которое занял депутат от НКПЮ.

## Молодёжная организация
В 1992 году была основана молодёжная организация НКПЮ — Союз коммунистической молодёжи Югославии (серб. Савез комунистичке омладине Југославије, СКОJ).
Во время бомбардировок Югославии войсками НАТО члены Союза вступали в армию Югославии.
Союз участвует в Студенческом фронте (серб. Студентски фронт) — организации, выступающей за доступное высшее образование и против Болонской декларации. В 2014 году СКМЮ и Студенческий фронт участвовали в блокаде Факультета философии Белградского университета. Организации также поддерживали забастовку педагогов против снижения заработной платы.
СКМЮ является членом Всемирной федерации демократической молодежи. В 2010 году организовывал международный семинар ВФДМ в Белграде. В 2023 году Союз провёл CENA Camp 2023 — мероприятие Комиссии Европы и Северной Америки ВФДМ.